# تاماراویلو
تاماراویلو (به لاتین: Thamaraivillu) یک منطقهٔ مسکونی در سری‌لانکا است که در استان شمالی (سری‌لانکا) واقع شده‌است.